# 布萊恩鎮區 (阿肯色州傑克遜縣)
布萊恩鎮區（英語：Bryan Township）是位於美國阿肯色州傑克遜縣的一個行政鎮區。

## 地方資料
布萊恩鎮區的面積為84.08平方千米，當中陸地面積為80.99平方千米，而水域面積為3.09平方千米。根據2010年美國人口普查的數據，當地共有人口106人，而人口密度為每平方千米1.26人。